# Ходаковский, Вячеслав Анатольевич
Вячесла́в Анато́льевич Ходако́вский (укр. В'ячеслав Анатолійович Ходаківський; 5 октября 1981, Бердичев — 21 марта 2022, Зелёная Долина) — украинский военный лётчик, майор, участник российско-украинской войны. Герой Украины (20 марта 2023, посмертно).

## Биография
Вячеслав Ходаковский родился 5 октября 1981 года в городе Бердичев Житомирской области.
Окончил Высшее художественное профессионально-техническое училище (2000), Харьковский национальный университет Воздушных Сил имени Ивана Кожедуба (2004).
В 2004 году начал службу в городе Коломыя на Ивано-Франковщине, а впоследствии был старшим лётчиком, командиром авиационного звена авиационной эскадрильи, начальником штаба — первым заместителем командира авиационной эскадрильи, заместителем командира авиационной эскадрильи.
Участник АТО/ООС.
Погиб 21 марта 2022 года в Днепропетровской области.

## Награды
- Звание «Герой Украины» с удостоением ордена «Золотая Звезда» (20 марта 2023, посмертно) — за личное мужество и героизм, проявленные в защите государственного суверенитета и территориальной целостности Украины, верность военной присяге[2].
- Орден Богдана Хмельницкого III степени (13 марта 2022, посмертно) — за личное мужество и высокий профессионализм, проявленные в защите государственного суверенитета и территориальной целостности Украины, верность военной присяге[3].
- Знак отличия Президента Украины «За участие в Антитеррористической операции».